# Vuka (municipalité)
Pour les articles homonymes, voir Vuka.
Vuka est un village et une municipalité située dans le comitat d'Osijek-Baranja, en Croatie. Au recensement de 2001, la municipalité comptait 1 312 habitants, dont 95,50 % de Croates et le village seul comptait 1 059 habitants.

## Localités
La municipalité de Vuka compte 3 localités :
- Hrastovac
- Lipovac Hrastinski
- Vuka